# Petaling (district)
Petaling is een district in de Maleisische deelstaat Selangor.
Het district telt 2,3 miljoen inwoners op een oppervlakte van 484 km² en is onderdeel van de agglomeratie Groot-Kuala Lumpur (Klang Valley). Het district werd in 1974 opgericht.
Het district Petaling moet niet worden verward met de stad Petaling Jaya die deel uitmaakt van het district.
De belangrijkste stedelijke gebieden in het district zijn Shah Alam, Petaling Jaya en Subang Jaya.

## Onderverdeling
Het district is onderverdeeld in vier mukim:
| 1. Bukit Raja 2. Sungai Buluh 3. Damansara 4. Petaling |

Gombak · 
Hulu Langat · 
Hulu Selangor · 
Klang · 
Kuala Langat · 
Kuala Selangor · 
Petaling · 
Sabak Bernam · 
Sepang